# Faider Burbano
Faider Fabio Burbano Castillo (Tumaco, Nariño, Colombia; 19 de junio de 1992) es un futbolista colombiano. Juega como delantero.

## Clubes
| Club                   | País        | Año         |
| ---------------------- | ----------- | ----------- |
| Envigado F. C.         | Colombia    | 2009 - 2015 |
| Independiente Medellín | Colombia    | 2015 - 2016 |
| Atlético Bucaramanga   | Colombia    | 2017        |
| Águilas Doradas        | Colombia    | 2017        |
| Rampla Juniors         | Uruguay     | 2018        |
| Santa Fe               | Colombia    | 2019        |
| Botev Plovdiv          | Bulgaria    | 2020        |
| Once Caldas            | Colombia    | 2021        |
| Deportivo Pereira      | Colombia    | 2021        |
| Águila                 | El Salvador | 2022        |

## Estadísticas
| Club                              | Div                 | Temporada           | Liga  | Liga  | Copa Nacional | Copa Nacional | Copa Internacional | Copa Internacional | Total | Total |
| Club                              | Div                 | Temporada           | Part. | Goles | Part.         | Goles         | Part.              | Goles              | Part. | Goles |
| --------------------------------- | ------------------- | ------------------- | ----- | ----- | ------------- | ------------- | ------------------ | ------------------ | ----- | ----- |
| Envigado F. C. · Colombia         | 1ª                  | 2009                | 12    | 0     | 0             | 0             | -                  | -                  | 12    | 0     |
| Envigado F. C. · Colombia         | 1ª                  | 2010                | 10    | 0     | 1             | 0             | -                  | -                  | 11    | 0     |
| Envigado F. C. · Colombia         | 1ª                  | 2011                | 7     | 0     | 7             | 0             | -                  | -                  | 14    | 0     |
| Envigado F. C. · Colombia         | 1ª                  | 2012                | 14    | 0     | 8             | 0             | -                  | -                  | 22    | 0     |
| Envigado F. C. · Colombia         | 1ª                  | 2013                | 33    | 3     | 4             | 1             | -                  | -                  | 37    | 4     |
| Envigado F. C. · Colombia         | 1ª                  | 2014                | 28    | 2     | 6             | 0             | -                  | -                  | 34    | 2     |
| Envigado F. C. · Colombia         | 1ª                  | 2015                | 20    | 2     | 0             | 0             | -                  | -                  | 20    | 2     |
| Envigado F. C. · Colombia         | Total               | Total               | 124   | 7     | 26            | 1             | 0                  | 0                  | 150   | 8     |
| Independiente Medellín · Colombia | 1ª                  | 2015                | 16    | 2     | 3             | 1             | -                  | -                  | 19    | 3     |
| Independiente Medellín · Colombia | 1ª                  | 2016                | 12    | 1     | 8             | 2             | 3                  | 0                  | 23    | 3     |
| Independiente Medellín · Colombia | Total               | Total               | 28    | 3     | 11            | 3             | 3                  | 0                  | 42    | 6     |
| Atlético Bucaramanga · Colombia   | 1ª                  | 2017                | 17    | 1     | 5             | 1             | -                  | -                  | 22    | 2     |
| Atlético Bucaramanga · Colombia   | Total               | Total               | 17    | 1     | 5             | 1             | 0                  | 0                  | 22    | 2     |
| Águilas Doradas · Colombia        | 1ª                  | 2017                | 10    | 1     | 1             | 0             | -                  | -                  | 11    | 1     |
| Águilas Doradas · Colombia        | Total               | Total               | 10    | 1     | 1             | 0             | 0                  | 0                  | 11    | 1     |
| Rampla Juniors · Uruguay          | 1ª                  | 2018                | 7     | 1     | 0             | 0             | -                  | -                  | 7     | 1     |
| Rampla Juniors · Uruguay          | Total               | Total               | 7     | 1     | 0             | 0             | 0                  | 0                  | 7     | 1     |
| Santa Fe · Colombia               | 1ª                  | 2019                | 26    | 2     | 5             | 1             | -                  | -                  | 31    | 3     |
| Santa Fe · Colombia               | Total               | Total               | 26    | 2     | 5             | 1             | 0                  | 0                  | 31    | 3     |
| Total en su carrera               | Total en su carrera | Total en su carrera | 212   | 15    | 48            | 6             | 3                  | 0                  | 263   | 21    |

## Palmarés

### Campeonatos nacionales
| Título          | Club                   | País     | Año  |
| --------------- | ---------------------- | -------- | ---- |
| Torneo Apertura | Independiente Medellín | Colombia | 2016 |